# Nazionale femminile di calcio del Perù
La nazionale di calcio femminile del Perù è la rappresentativa calcistica femminile internazionale del Perù, gestita dalla locale federazione calcistica (FPF).
In base alla classifica emessa dalla FIFA il 15 marzo 2024, la nazionale femminile occupa il 75º posto del FIFA/Coca-Cola Women's World Ranking.
Come membro CONMEBOL partecipa a vari tornei di calcio internazionali, tra i quali il Campionato mondiale FIFA, la Copa América Femenina, i Giochi olimpici estivi, i Giochi panamericani e i tornei a invito.
Il miglior risultato conseguito dalla nazionale femminile peruviana è rappresentato dal terzo posto al campionato sudamericano 1998.

## Storia

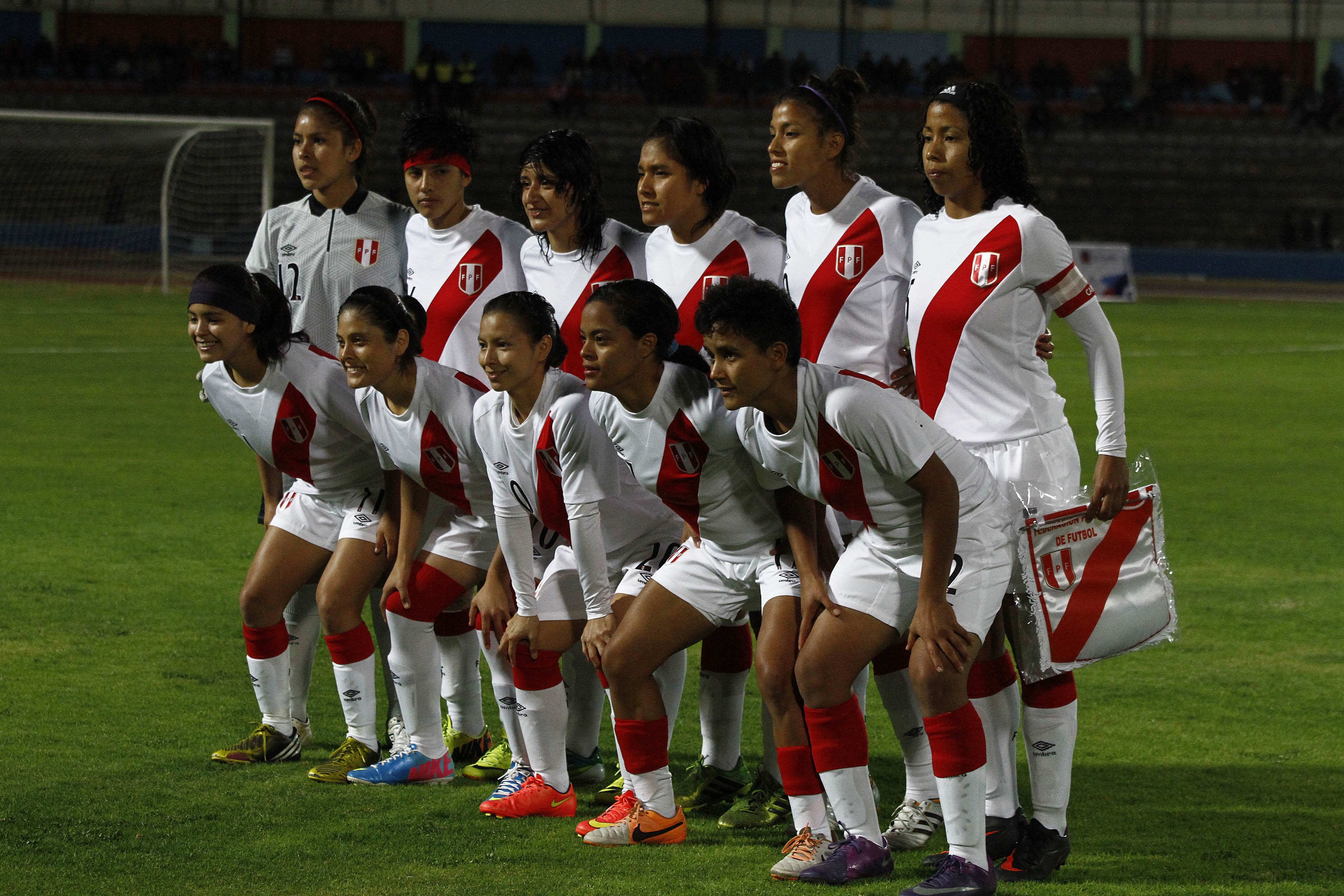
Formazione della nazionale del Perù al campionato sudamericano 2014.

Nel 1996 la federazione peruviana (FPF) creò il Torneo Metropolitano de Fútbol Femenino, il primo campionato per squadre femminili di club. Su questa base, nel 1998 la federazione selezionò le migliori giocatrici per la squadra nazionale, che si apprestava al suo debutto internazionale in occasione della terza edizione del campionato sudamericano femminile di calcio giocato in Argentina. Nella partita d'esordio la nazionale peruviana perse 15-0 contro il Brasile, per poi vincere le altre tre partite del gruppo A contro Cile, Venezuela e Colombia, che le permisero di chiudere il raggruppamento al secondo posto. Nella fase a eliminazione diretta perse contro l'Argentina dopo i tiri di rigore, per poi battere l'Ecuador sempre ai tiri di rigore nella finalina, concludendo il suo primo campionato continentale al terzo posto.
Nell'edizione successiva nel 2003 vinse il gruppo A dopo aver battuto Bolivia e Cile, accedendo al girone finale, che venne ospitato allo stadio Monumental di Lima. Nel girone finale perse contro la Colombia e contro il Brasile, mentre pareggiò contro l'Argentina, concludendo al quarto posto la competizione. Nel 2005 vinse il torneo femminile di calcio ai XV Giochi bolivariani. Negli anni seguenti non riuscì a mantenere lo stesso livello di prestazioni, venendo regolarmente eliminata nella fase a gironi delle varie edizioni del campionato sudamericano, poi rinominato Copa América Femenina.

## Partecipazione ai tornei internazionali
Legenda: Grassetto: Risultato migliore, Corsivo: Mancate partecipazioni